# Julgamento das bruxas de Wurtzburgo

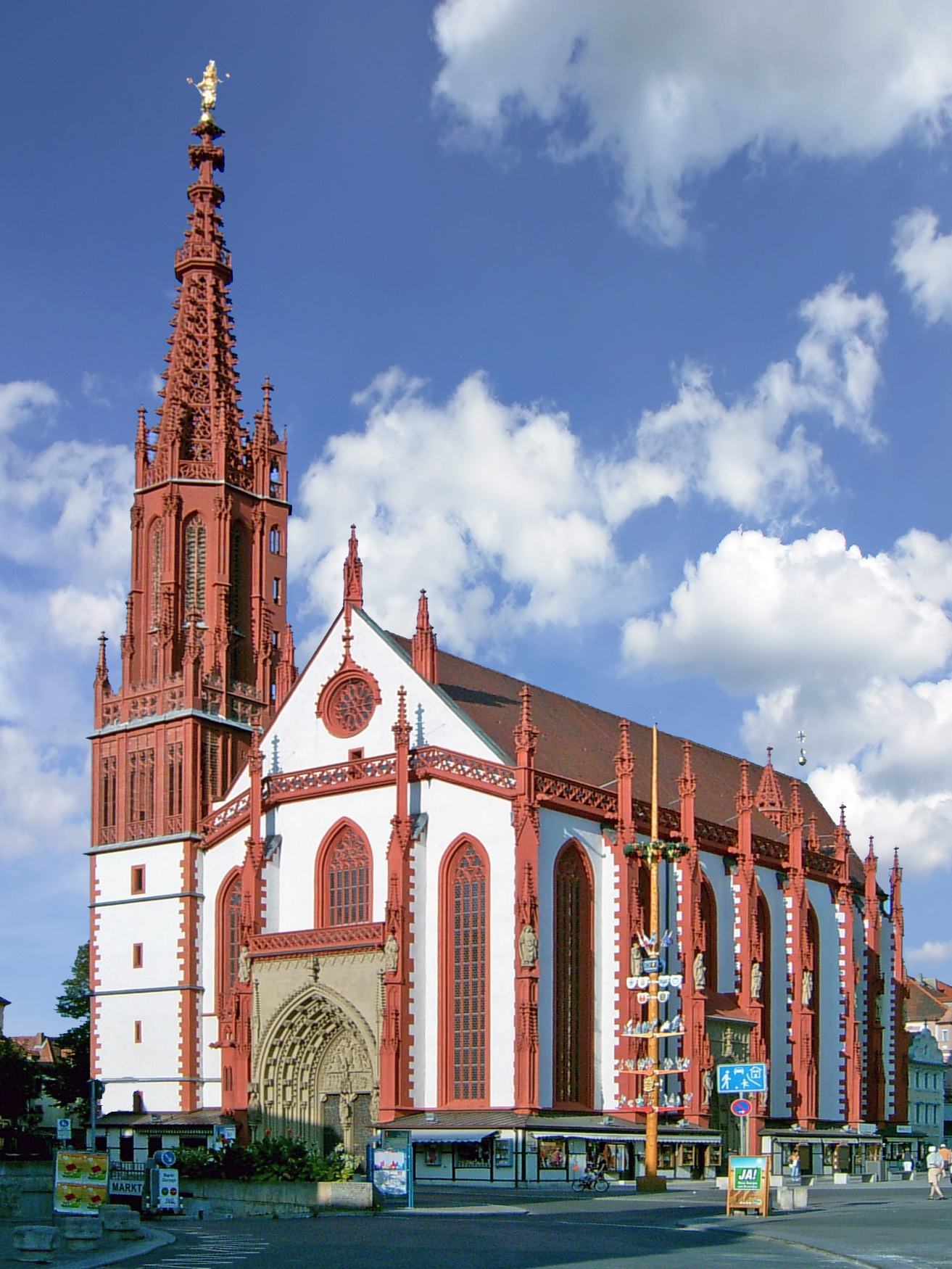
A Igreja de Nossa Senhora (Marienkapelle), fora da qual as execuções na fogueira teriam acontecido.

O julgamento das bruxas em Wurtzburgo, que ocorreu na Alemanha em 1626-1631, é um dos maiores julgamentos e execuções em massa ocorridos na Europa durante a Guerra dos Trinta Anos; há a confirmação de que 157 homens, mulheres e crianças da cidade de Wurtzburgo, foram queimados na fogueira, principalmente após serem decapitados; há uma estimativa de 219 dos que foram executados na própria cidade, e um número estimado de aproximados 900 mortos em todo a Diocese.
O julgamento das bruxas de Wurtzburgo está entre os maiores entre os julgamentos de bruxas no período moderno, ao lado dos julgamentos de Trier (1581-1593) e Bamberg (1626-1631).